# Норфолк Айленд Эйрлайнз
Норфолк Айленд Эйрлайнз (англ. Norfolk Island Airlines) — австралийская региональная авиакомпания, базировавшаяся на острове Норфолк и осуществлявшая рейсы в Австралию и на остров Лорд-Хау.
Начала работу в 1973 году, осуществляя рейсы между аэропортом острова Норфолк и Брисбеном с помощью самолётов Beechcraft Baron. С 1975 года авиалиния начала использовать самолёты Beechcraft Super King Air 200, а с 1976 года самолёты летали в Аэропорт Острова Лорд-Хау.
Брисбен и Норфолк разделяют примерно 1500 километров, делая её маршруты одними из самых длинных.

## Авиалиния 2017 года
С 2017 по 2018 год существовала другая авиалиния с таким же названием, связывавшая Норфолк с Брисбеном и Оклендом.
Авиалиния использовала самолёты Nauru Airlines.